# Shazam (software)
Shazam je aplikace pro rozpoznávání skladeb, určená pouze pro mobilní telefony. Byla vyvinuta společností Shazam Encore, která sídlí v Londýně a 24. 9. 2018 byla koupena společností Apple.
Oproti službě SoundHound podporuje i BlackBerry. Rozpoznávací kvalita britského Shazamu je poměrně slušná, služba totiž eviduje přes osm milionů nahraných hudebních skladeb. I Shazam má ale problémy s instrumentální hudbou, kterou může každý jedinec nebo orchestr zahrát jinak, a ke všemu si oproti SoundHoundu neporadí s karaoke nebo živým záznamem třeba na koncertě. Aplikace potřebuje za všech podmínek standardizovanou a čistou studiovou kvalitu. Shazam nyní nabízí i webovou verzi.

## Vlastnosti
Shazam nabízí tři typy aplikací – volně dostupný program, jednoduše nazvaný Shazam, jeho placenou verzi pod názvem Shazam Encore, a jejich nejnovější přírůstek pod názvem Shazam RED, která byla spuštěna v roce 2009. Tato služba byla rozšířena v září 2012, aby uživatelé v USA k identifikaci hudby měli přístup ke svým informacím a odkazům pro zobrazení informací o médiu na internetu, stejně jakožto přidávání odkazů na své profily na sociálních sítích.

## Shazam Encore a (Shazam) RED
Na konci roku 2009 Shazam Encore zavedl 5 písňový limit na počet tagů za měsíc u zkušební tříměsíční verze. Nicméně, byl limit odstraněn koncem roku 2011 na základě soudního řízení na zařízení se systémem Android. Shazam Encore nebyl až do září 2012 omezován bannerovými reklamami. Tehdy začali přidávat bannerové reklamy se slovy „uvádí:“ Když uživatel používal tagování televize. Encore nabízí snadný přístup k přehrávání tagů v programech Spotify a Pandora.
(Shazam RED) je shodný funkcemi a cenou (oba stojí 5,99 USD) s Encore Shazam, ale část poplatku za nákup aplikace (Shazam) RED je věnován na podporu HIV / AIDS prevence, v rámci kampaně Product red (spolu s dalšími značkami jako jsou Nike, Apple, American Express, Converse, a Girl). Kampaň má za poslání, aby do roku 2015 se podařilo úplně zabránit přenosu viru HIV z matky na dítě. Kampaň nese podtitulek "Bojujeme za generaci bez AIDS").

## Zařízení
Shazam je bezplatná aplikace pro Android, iPhone, BlackBerry, telefony Nokia, Windows Phone, a většinu mobilních telefonů Sony Ericsson (neplést s vlastním TrackID Sony Ericsson, která je podobná aplikace). Aplikace je podobná na většině mobilních telefonů. Na rozdíl od dřívějška, kdy se výsledek zobrazoval ve formě SMS, se výsledek zobrazí na obrazovce s kompletními informacemi o umělci, albu, titulu, žánru, štítku, textu, dále pak miniatura písně / obal alba, odkazy na Apple Music nebo Amazon obchod a případně odkaz na videoklip na YouTube a možnost přehrát píseň na Spotify.

## Jak to funguje

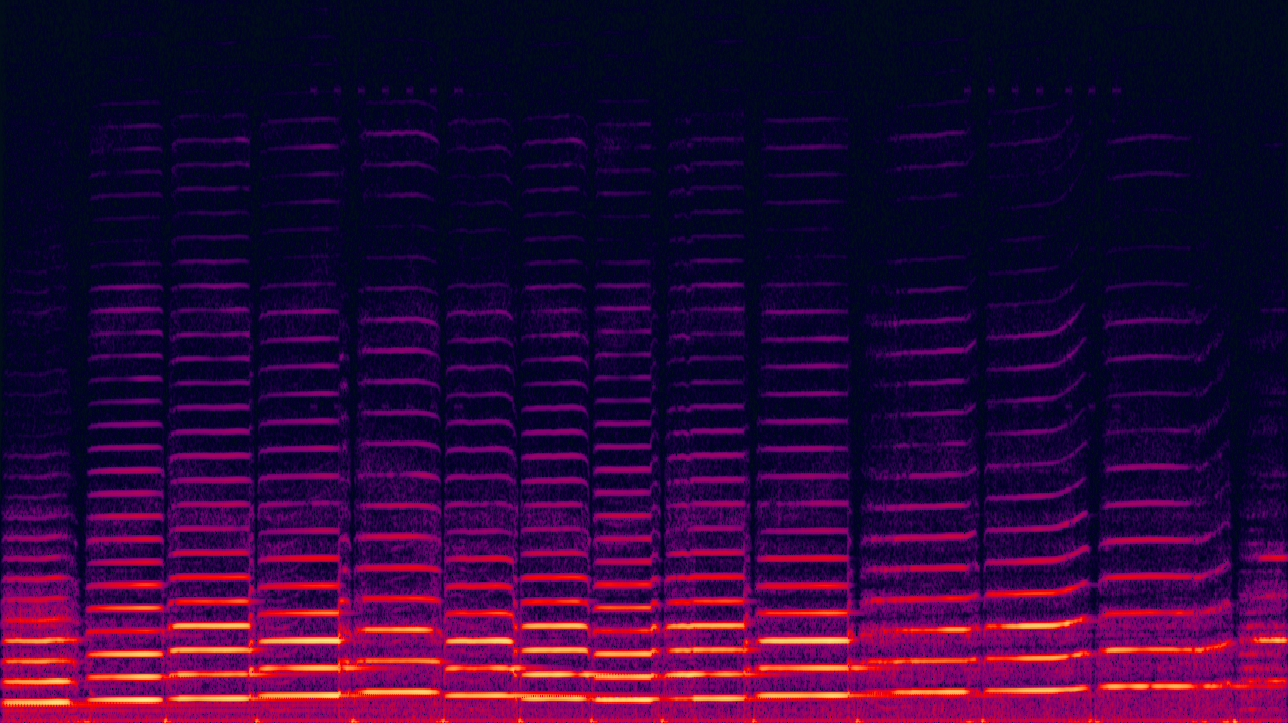
Spektrogram zvuku houslí

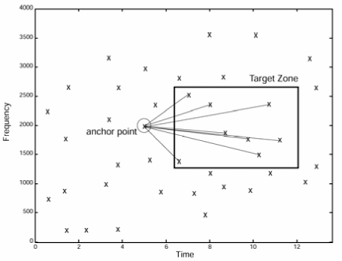
Cílová zóna jedné skladby snímaná Shazamem

Na rozdíl od některých jiných služeb, které vám umožní identifikovat píseň z broukání, Shazam funguje na základě analýzy zachyceného zvuku a hledá shodu založenou na akustickém otisku v databázi více než 11 milionů skladeb.
Identifikuje skladby za pomoci algoritmu otisku, na základě toho zobrazí časově-frekvenční graf s názvem spektrogramu.
Shazam ukládá katalog zvukových otisků do databáze. Uživatelská tagy písně na 10 sekund a aplikace vytvoří zvukový otisk na základě některé z kotev zjednodušeného spektrogramu a cílové oblasti mezi nimi. Pro každý bod v cílové oblasti, které vytvářejí hodnotu hash, která je kombinací kmitočtu, na kterém se nachází kotevní bod, frekvence, na které leží bod v cílové zóně, a časový rozdíl mezi okamžikem v cílové zóně a když se kotevní bod nachází v písni.
Jakmile je otisk zvuku vytvořen, Shazam začne vyhledávat shodu v databázi. Pokud je nalezena shoda, informace je vrácena k uživateli, v opačném případě vrátí chybu. Shazam může identifikovat nahranou hudbu vysílanou z libovolného zdroje, jako je rádio, televize, kino nebo klub, za předpokladu, že hladina hluku v pozadí není příliš vysoká na to, aby se zabránilo akustický otisk rozpoznat, že je píseň v softwarové databázi.

## Historie firmy
Společnost byla založena v roce 1999 Chrisem Bartonem a Philipem Inghelbrechtem, studenty na Berkeley. Při vyhledávání audiospecialisty, narazili na Averyho Wanga PhD, absolventa doktorského programu Stanfordovy univerzity, kterého později také přijali. Jelikož měli velký problém s nalezením investorů, přestěhovali do Londýna, kde uzavřeli partnerství s IDG Ventures. V tomto okamžiku se tým navíc rozrostl o Dhiraje Mukherjeeho. Wang je dnes jeden ze čtyř původních zakladatelů firmy, kde i nadále působí jako hlavní vývojář Rich Riley, bývalý výkonný editor Yahoo!, byl v dubnu 2013 jmenován generálním ředitelem. Rich Riley později nahrazuje Andrewa Fishera, který byl v roce 2005 najat jako generální ředitel ze společnosti Infospace. Za cíl si dal posílení partnerství v průmyslu a růst uživatelské základny. Fischer se stává výkonným ředitelem firmy. Za první partnerství lze považovat partnerství se společností Entertainment UK, konkrétně s částí Woolworths, díky kterým se Shazam Encore dostal k jejich digitálnímu hudebnímu katalogu, který čítal přibližně 1,5 milionu skladeb. Na oplátku chtěla firma Woolworths povolení k vytvoření speciální databáze. Když služba začínala mít svou uživatelskou základnu po celém světě, bylo potřeba, aby firma své databáze aktualizovala. V prosinci 2008, se databáze rozrostla na 8 milionů skladeb. Dne 3. dubna 2013 Shazam oznámila exkluzivní partnerství se společností Saavn, indickou on-line službou pro streamování hudby. Dohoda byla, že Saavn dodá téměř 1 milion skladeb v indickém jazyce do databáze Shazamu

## Začátky
Služba byla zpočátku (v roce 2002) spuštěna právě ve Spojeném království a byla známá jako 2580, protože zákazníci ji mohli využít pouze pomocí odesílání kódu ze svého mobilního telefonu, aby si mohli nechat hudbu rozpoznat. Telefon se pak automaticky zavěsil do 30. sekund. Výsledek byl posléze zaslán uživateli v podobě textové zprávy obsahující název skladby a jméno interpreta. Později služba začala také přidávat hypertextové odkazy v textu zprávy, které umožnily uživateli si píseň stáhnout z internetu. V roce 2006 uživatelé zaplatili jednorázově 60 pencí (zhruba 20 Kč) za jedno volání nebo měli možnost využít neomezené použití Shazamu za 4,50 liber (asi 170 Kč) na měsíc, stejně jako on-line služby ke sledování všech tagů.

## Smartphone aplikace
Rozvoj Shazamu výrazně urychlilo zahájení prodeje na Apple App Store. Během 18 měsíců (v prosinci 2009) byl Shazam stažen téměř milionkrát ve 150 zemích u 350 mobilních operátorů. A asi osm procent uživatelů nakupovali rozpoznanou stopu po její identifikaci. Jeho úspěch vedl v říjnu 2009 k financování projektu firmou Kleiner Perkins Caufield & Byers. V lednu 2011 Apple oznámil, že Shazam se stal čtvrtou nejstahovanější bezplatnou aplikací všech dob na App Store, zatímco rival SoundHound měl nejdražší placenou aplikaci pro iPad. Shazam pro iPhone 2.0 debutoval 10. července 2008, s uvedením v Apple App Store. Bezplatná aplikace zjednodušena službu tím, že umožňuje uživateli spustit iTunes a koupit skladbu přímo, v případě, že uživatel byl připojen k Wi-Fi. V té době ještě iTunes neumožňoval stahování hudby přes 3G. V roce 2008, služba se naučila identifikovat i klasickou hudbu. Shazam pro Android uvedla Shazam Encore v říjnu 2008. Android aplikace byla připojena namísto k iTunes k Amazon MP3 store. Aplikace Shazam byla uvedena na Windows Mobile App Store v říjnu 2009 pod názvem Freemium, Začal se nabízet spolu s prvním vydáním Encore Shazam. Bezplatná verze byla nyní omezena na pět tagů za měsíc: uživatelé obvykle označili deset skladeb měsíčně. Encore, za cenu USD4.69, přidal několik funkcí například grafy popularity písní a možnost doporučení přátelům. Inovátoři free aplikace měli i nadále povolené neomezené tagování. V lednu 2011, Shazam a Spotify oznámila partnerství pro iOS a Android, které pomohou uživatelům identifikovat hudbu pomocí Shazam a možnost zakoupit skladbu přes Spotify. Zatímco Shazam už obsahoval Facebook a Twitter tlačítka, hlubší integrace do Facebooku, byla spuštěna až v březnu roku 2011. Se Shazam Friends uživatelé mohou vidět, co jejich přátelé na Facebooku, označili za skladby, jaké poslouchali a na základě toho si je mohli i zakoupit. Se Shazam 5.0, které bylo vydáno v dubnu roku 2012, aplikace začala "naslouchat". Ihned po spuštění aplikace může trvat pouze jednu sekundu než aplikace identifikuje přehrávanou skladbu. Kromě hudby, se navíc aplikace naučila rozpoznávat televizní programy a reklamy, pokud jsou ovšem Shazamem povoleny. V srpnu 2012 bylo oznámeno, že Shazam byla použita při označení více než pěti miliard skladeb, televizních pořadů a reklam. Kromě toho, Shazam prohlašoval, že má přes 225 milionů uživatelů ve 200 zemích světa. O měsíc později, služba již prohlásila, že má více než 250 milionů uživatelů a přes 2 miliony aktivních uživatelů za týden.

## Podobné aplikace
- SoundHound, dříve známá jako Midomi, používá broukání k identifikaci písně.
- Gracenote's MusicID-Stream má hlavní výhodu v tom, že se jedná v současnosti o největší databázi ze všech hudebních ID (s více než 28 miliony skladeb).
- Musipedia je hudební vyhledávač, který pracuje odlišně od ostatních, protože namísto použití technik k identifikaci hudby nahranou hudbou, je možné identifikovat hudební skladby z jednoduché melodie nebo rytmu.
- Play od Yahoo Music.
- Bing music identification.
- Sony TrackID
- Path má také hudební identifikační prvek.

## Souhrn
- skladbu rozpozná během 10 sekund (po ukončení nahrávání vzorku)
- mobilní verze a verze pro Window8 (ModernUI)
- v omezené míře zdarma
- nerozpozná karaoke nebo živý záznam
- rozpoznání TV pořadů a reklam